# 董九貢
董九貢（1559年—？年），字君需，號夏衢，河南開封府禹州人。明朝政治人物，萬曆乙未進士。

## 生平
萬曆七年（1579年）己卯科河南鄉試第三十五名舉人，萬曆二十三年（1595年）乙未科會試第二百九十六名，廷試二甲第五十七名進士。刑部觀政，二十五年四月初任戶部雲南司主事，二十七年三月升本部貴州司员外郎，二十九年五月升郎中，因母喪返里。後再起故官，三十一年三月升陕西參議，經趙南渚推薦，三十五年調貴州司郎中，管崇文門稅課。三十八年二月升山西副使，四十一年考察調簡。卒年七十餘。有文集藏於家。

## 家族
曾祖董玟；祖父董效錫；父董惟漢，贈承德郎户部貴州司员外郎。母李氏，封太安人。慈侍下。有兄董九叙，萬曆十年壬午舉人。